# Macrozamia flexuosa
Macrozamia flexuosa — вид голонасінних рослин класу саговникоподібні (Cycadopsida).
Етимологія: лат. flexuosus — зигзаг або зігнутий почергово в протилежних напрямках, від спірально закрученого листя.

## Опис
Рослини без наземного стовбура, стовбур 8–20 см діаметром. Листя 1–6 в короні, яскраво-зелене, від високоглянсового до напівглянсового, 45–100 см завдовжки, з 80–150 листівок; хребет сильно спірально закручений, загнутий назад; черешок 20–35 см завдовжки, прямий, без шипів. Листові фрагменти прості; середні — завдовжки 170—300 мм, шириною 3–7 мм. Пилкові шишки веретеновиді, довжиною 15 см, 4,5 см діаметром. Насіннєві шишки яйцюваті, довжиною 10–16 см, 7–11 см діаметром. Насіння яйцеподібне, 24–27 мм завдовжки, 19–23 мм завширшки; саркотеста червона.

## Поширення, екологія
Країни поширення: Австралія (Новий Південний Уельс). Цей вид росте в цілому ряді середовищ існування, в тому числі прибережних скелях, відкритих склерофітних лісах і ярах, іноді в досить тінистих місцях. Ґрунти в основному дрібні суглинки глини.

## Загрози та охорона
Цей вид залежить від збільшення збору і розчищення земель, які можуть бути причиною для занепокоєння в майбутньому. Рослини зустрічаються в заповідниках англ. Wallaroo і англ. Karua, а також у англ. Lake Macquarie State Conservation Area і Werakata National Park. 